# Косажев-Стружа
Косажев-Стружа (пол. Kosarzew-Stróża) — село в Польщі, у гміні Кшчонув Люблінського повіту Люблінського воєводства.
Населення — 238 осіб (2011).

## Демографія
Демографічна структура станом на 31 березня 2011 року:
|          | Загалом | Допрацездатний вік | Працездатний вік | Постпрацездатний вік |
| -------- | ------- | ------------------ | ---------------- | -------------------- |
| Чоловіки | 105     | 19                 | 70               | 16                   |
| Жінки    | 133     | 28                 | 64               | 41                   |
| Разом    | 238     | 47                 | 134              | 57                   |